# Castello di Ceppaloni
Das Castello di Ceppaloni ist eine Burg aus dem 11. Jahrhundert in Ceppaloni in der italienischen Region Kampanien und gehört heute der Gemeinde. Der Bau – zumindest die Elemente, die heute noch zu sehen sind – stammt aus normannischer Zeit und wurde im Laufe der Zeit Veränderungen unterzogen, vor allen Dingen in den Epochen der Häuser Anjou und Aragón.

## Geschichte

### Normannische Epoche
Das Castello di Ceppaloni erhebt sich auf einem Felsvorsprung über dem Tal des Flusses Sabato. Die ersten historischen Hinweise auf seine Existenz stammen aus dem Beginn des 12. Jahrhunderts, der Zeit der Normannen, als Raone II. di Fraineta, Herr von Ceppaloni, sie besaß. Man kann aber nicht ausschließen, dass es bereits in altrömischer oder langobardischer Zeit an dieser Stelle eine kleine Festung gegeben hat, jedoch bedarf diese These noch einer Bestätigung auf dem Gebiet der Archäologie. Somit muss sich der Bau dieses Gebäudes durch die Normannen in der zweiten Hälfte des 11. Jahrhunderts abgespielt haben. Die Burg befindet sich mit ihrem Territorium wie kaum eine andere im Königreich Neapel in einer besonderen geopolitischen Lage; sie liegt an der Grenze zum Gebiet von Benevent, das 1077–1860 mit Ausnahme kurzer Zeiträume dem Kirchenstaat gehörte. Von dieser Burg aus konnte man nämlich den Zugang zur Stadt Benevent durch das Sabatotal kontrollieren, das nicht weit vom Stretto di Barba entfernt war, einer Stelle, die die alte Via Antica Majore passieren musste; die Straße durch den engen Canyon verband Benevent über Avellino mit Salerno.
Während der Streitigkeiten zwischen dem Papsttum und den Normannen Anfang des 12. Jahrhunderts wurde die Burg, deren Herr Raone II. di Fraineta war, mehrmals zum Ausgangspunkt von Überfällen auf Benevent. 1128 weilte dort Papst Honorius II., der sich wieder mit Roger II. von Sizilien versöhnt hatte und gab den Befehl, die Stadt Benevent zu plündern, deren Bürger sich schuldig gemacht hatten, ihm die Verschwörer nicht auszuliefern, die im Vorjahr der Rektor Guglielmo ermordet hatten. Die Bewohner von Benevent, die über die ständigen Angriffe von Raone II. di Fraineta, der auch gegen König Roger II. rebelliert hatte, verärgert waren, gelang es mithilfe von Roger II., die Burg niederzureißen. Später war es ebendieser König Roger II., der die Burg wiederaufbauen ließ und im Zuge einer Reise das Oppidum Cepparunum (dt.: Stadt Ceppaloni) besuchte und Anweisung gab, es mehr zu bewaffnen und zu verstärken.

### Staufische Epoche und Herrschaft des Hauses Anjou
In der Zeit Kaiser Friedrichs II. war Ceppaloni zum hundertsten Mal in die Konflikte zwischen dem Papsttum und dem Reich verwickelt. Das Castrum war in der Regierungszeit von Königin Constanza, der Mutter von Friedrich II., und bis zur Rückkehr Friedrichs 1220 von den Bürgern von Benevent besetzt, die dort einen Kastellan hatten. 1229 erlitt die Burg eine zweite Zerstörung, diesmal durch das päpstliche Heer und die Guelfen aus Benevent, die von der Abwesenheit Friedrichs profitierten, der sich auf einem Kreuzzug befand; sie zündeten die Burg an, nachdem sie Apice und Montefusco angegriffen hatten. Nach seiner Rückkehr eroberte Friedrich Ceppaloni und andere besetzte Gebiete gewaltsam zurück.
In der Zeit des Hauses Anjou war die Burg weiterhin integraler Teil der Verteidigungslinie; dort wurde ein vom König ernannter Kastellan installiert. Die Burg befand sich in gemischter königlicher und Lehensverwaltung. Das Lehen von Ceppaloni wurde in Konzession an Soldaten französischer Herkunft vergeben.

### Herrschaft des Hauses Aragón und des Vizekönigs
Auch im Konflikt zwischen dem Haus Anjou und dem Haus Aragón, die sich auch in dieser Region bekämpften, spielte die Burg eine bedeutende Rolle; die beiden rivalisierenden Herrscherhäuser setzten auch die umliegenden Burgen, sie die von Fossaceca und vielleicht auch die von Balba in Brand. Gegen Ende Februar 1437 blieb Alfons V. von Aragón wegen des starken Schneefalls und des schlechten Wetters in Montefusco, nachdem er am Valle Caudina und an Montesarchio vorbeigezogen war; von dort zog er zum Castello di Ceppaloni, wo er sich mehrere Tage als Gast des Condottiere Orsini aufhielt, der ihn unterstützte. Später wurde die Burg unter Giacomo Antonio della Marra zu einer Hochburg der angioinischen Fraktion, die René I. von Anjou unterstützte. Es ist aufgezeichnet, dass 1460 und dann im Dezember 1461 im Sabatotal, genauer auf dem Gebiet von Chianche und Chianchetelle, die Lager der königlichen Truppen des Hauses Aragón unter dem Kommando des Condottiere Alessandro Sforza errichtet wurden, die die Aufgabe hatten, das Gebiet und insbesondere den freien Verkehr auf der Via Appia zu kontrollieren.
1534 fiel die Burg zusammen mit dem Lehen Ceppaloni nach dem Willen von Kaiser Karl V. in die Hände von Don Rodrigo d’Avalos, der dort mehr oder weniger dauerhaft gelebt haben muss. Er machte zuerst Alfonso und dann Roderigo II. mit deren Familien zu seinen Nachfolgern. 1576 wurde das Lehen Ceppaloni an die Cossos oder Coscias verkauft, die aber in ihrem größeren Lehen Sant’Agata de’ Goti wohnten. Von 1605 bis 1623 dagegen war die Burg die Wohnstatt des Lehensherrn, Giovan Tommaso Cosso, dem Bruder des Herzogs von Sant’Agata.
1634 kaufte Fabio de Lagonessa oder Lagonissa, Erzbischof von Conza und Patriarch von Antiochien die Burg zusammen mit dem Lehen Ceppaloni, ließ sie restaurieren und wohnte dort dauerhaft. Die Della Leonessas wohnten dort weiterhin, genauer Don Vincenzo, der Neffe des Patriarchen, der als Erster den Titel eines Herzogs von Ceppaloni trug. In der Burg wurde auch Geronimo, Sohn des Prinzen Tiberio Carafa und seiner Gattin Cristina, geboren; die Familie war mit den Della Leonessas verwandt. Jedenfalls war die Burg seit dem Kauf durch den Patriarchen Residenz des Lehensherrn und seines Hofes.
1688 wurde die Burg, die damals zu einem Baronspalast geworden war, wegen eines Erdbebens aufgegeben. Dort wohnten nur noch die Familie des Hausmeisters und gelegentlich der Tagesgouverneur. 1699 wechselte die Burg zeitweise den Besitzer und wurde von der Herzogin von Apollosa, Donna Maddalena Capece Piscicelli, der Witwe Guindazzo, bewohnt. Aber dies war nur eine kurze Zwischenzeit. Abgesehen vielleicht von ein paar kurzen Aufenthalten des Lehensherrn sollte die Burg immer nur gelegentlich vom jeweiligen Gouverneur auf Zeit bewohnt sein, der dort nur in einigen Fällen mit seiner Gattin oder maximal zwei Dienern wohnte. Die Della Leonessas, die auch noch andere Lehen besaßen, residierten zu dieser Zeit im herzoglichen Palast von San Martino Valle Caudina oder in Sepino. Später, im Jahre 1740, verlegten sie ihre Residenz nach Neapel, wie viele andere Adlige in dieser Zeit.
In der Burg hatte das Büro der Kurie, also des Baronshofes seinen Sitz, das mit der Verwaltung der Justiz im Verantwortungsbereich des Lehensherrn betraut war und vom Gouverneur verwaltet wurde, der auch die Funktion des Richters ausübte. Aus diesem Grunde war innerhalb der Burgmauern auch das Gefängnis des Lehens untergebracht. Mit der Abschaffung des Lehenswesens 1806 wurde auch dieses Büro aufgelöst. So verlor die Burg jede Funktion und diese Situation setzte sich über das gesamte 19. Jahrhundert bis in die ersten Jahre des 20. Jahrhunderts fort. Dann wurde sie von der Baronesse Donna Maria Argentina Pignatelli della Leonessa in Carelli an verschiedene Personen in Ceppaloni verkauft, die dann die Räume der Burg in verschiedene Wohnungen aufteilten. Heute ist die Burg eine städtische Liegenschaft und die Restaurierungsarbeiten stehen von ihrem Abschluss.

## Beschreibung
Das Castello di Ceppaloni zeigt, nachdem es im Laufe von neun Jahrhunderten zahlreiche Bauphasen durchlaufen hat, eine architektonische Form, die durch die Überlagerung verschiedener Bauschemata gekennzeichnet ist. Auch wenn es die These einer früheren langobardischen Festung gibt, ist die Burg aufgrund einiger hervorstechender Merkmale seiner architektonischen Struktur der Typologie normannischer Burgen des 11. und 12. Jahrhunderts zuzuordnen. Das Castellum liegt auf dem Gipfel des Bergrückens, auf dem die Siedlung liegt, und hat eine Umfassungsmauer, die eng der Geländeform der Klippe folgt. Der Grundriss, der daraus resultiert, stellt sich in diesem Falle als Dreieck mit mehr oder weniger gerundeten Ecken dar. Dem äußeren Umfang entspricht ein Innenhof mit ungefähr gleicher Form. Zwischen diesen beiden Begrenzungen erstrecken sich die Baukörper mit zwei Stockwerken. Die Spuren der aufeinander folgenden Umbauten sind insbesondere an den Fundamenten deutlich sichtbar.
Bei der Analyse der architektonischen Elemente muss man berücksichtigen, dass der Grundriss seit normannischer Zeit im Wesentlichen unverändert geblieben ist, und, dass die Gebäude später erheblichen baulichen Veränderungen unterzogen wurden. Diese betrafen unter anderem die Türme, mit denen die Burg ausgestattet ist. Von diesen Ründtürmen, die für die normannische Bauweise typisch sind, ist nur noch der in der Nordwestecke übriggeblieben, an dessen Basis sich der alte Eingang zur Burg befand. Die Positionierung dieses Eingangs nahe am Abgrund folgt einer alten Verteidigungstechnik, die Zugänge zu Festungen um eine Kurve der Zugangsstraße zu legen. In späterer Zeit wurde dieser Eingang zugemauert, da Verteidigungserfordernisse eine geringere Rolle spielten, und der neue Eingang wurde auf der Südwestseite angelegt. Die Burg nahm somit ab dem 16. Jahrhundert, als die militärischen Notwendigkeiten aufgegeben wurden, immer mehr die Charakteristik eines Adelspalastes an.